# Musqueam

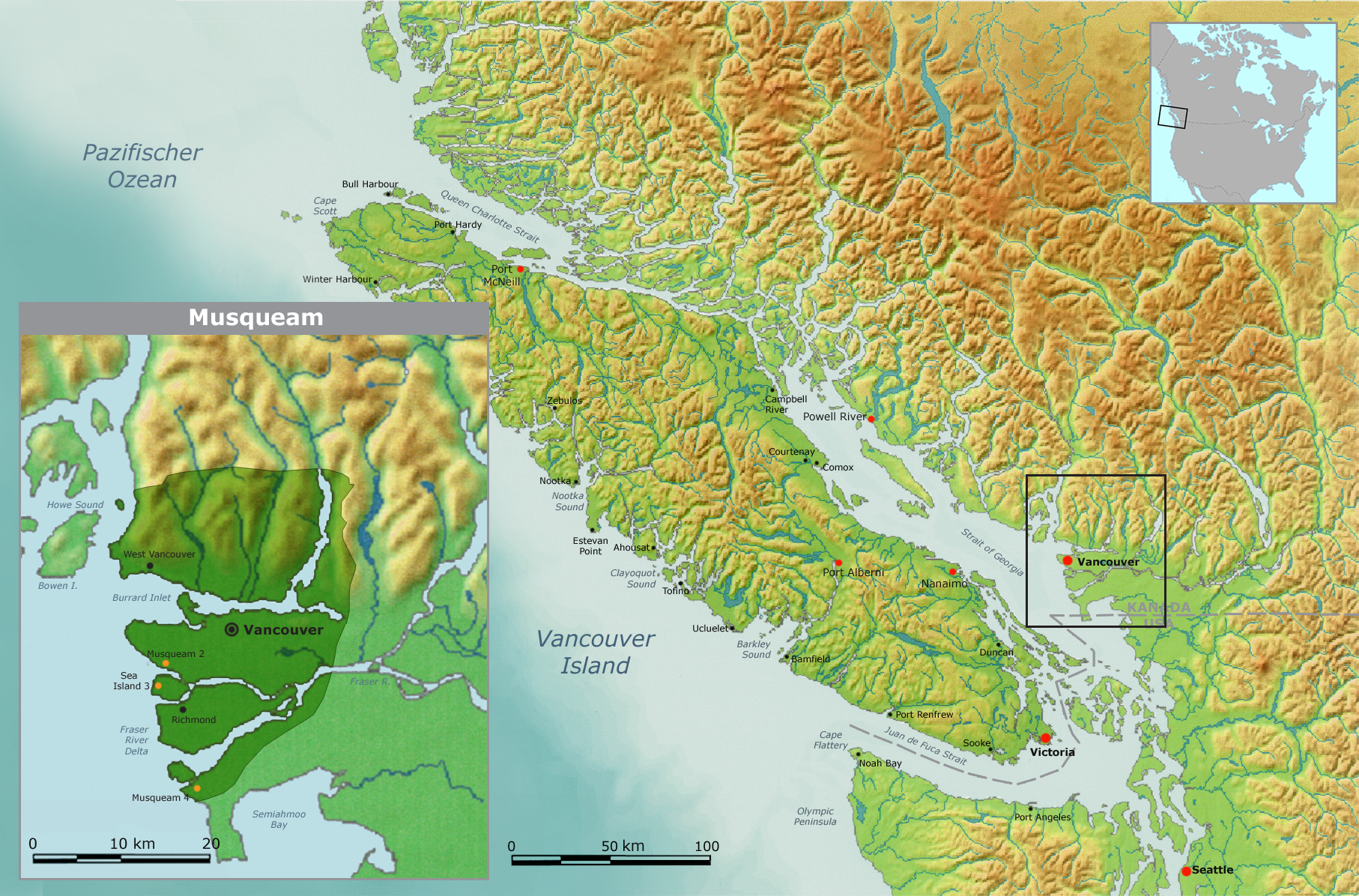
Traditionelles Territorium der Musqueam und Hauptreservate

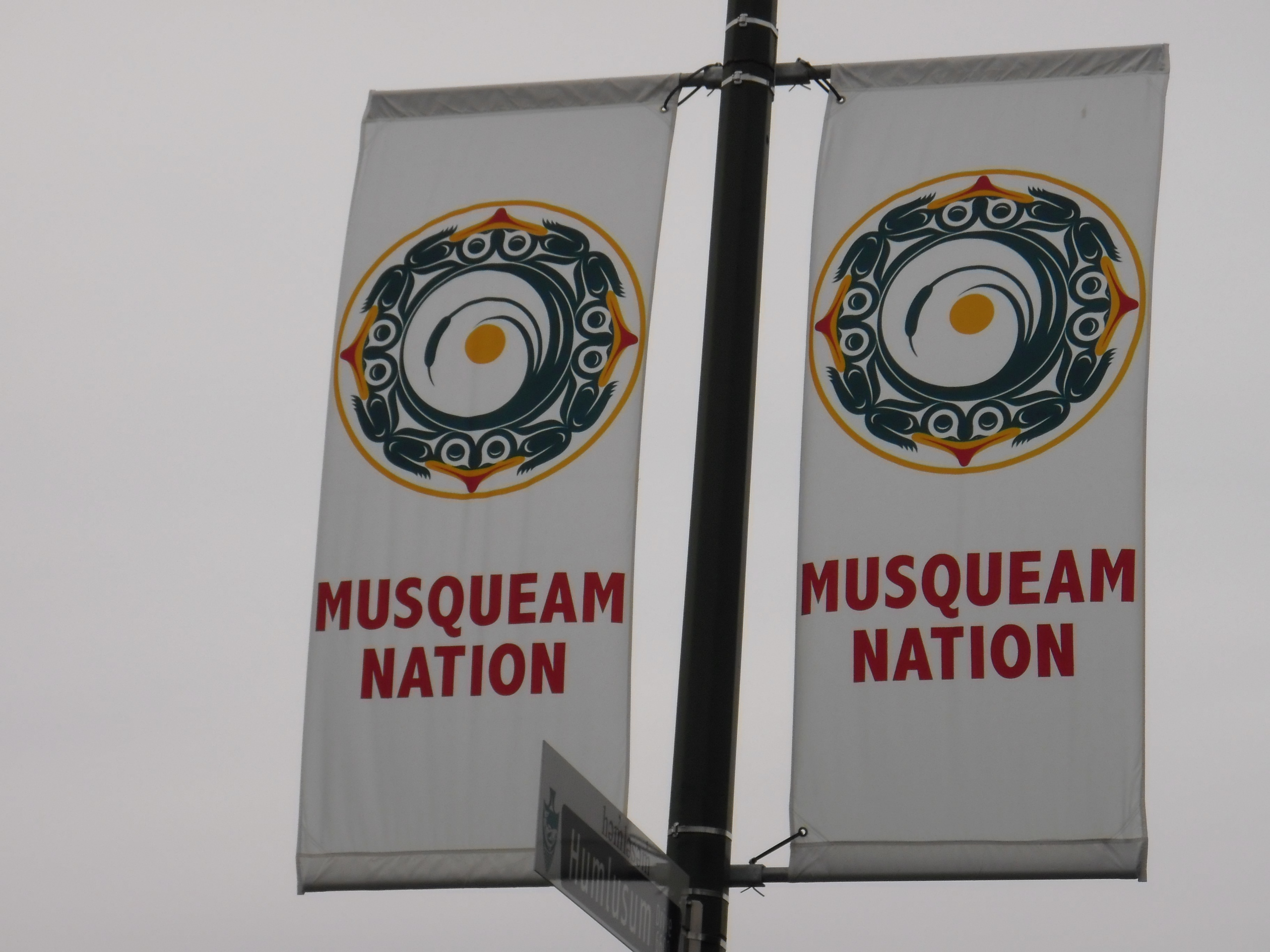
Markierung am Eingang eines Musqueam-Wohngebiets.

Die Musqueam oder Musqueam Indian Band sind eine der kanadischen First Nations im Südwesten der Provinz British Columbia. Sie leben in der Region Metro Vancouver. Zu ihrem traditionellen Gebiet gehört das Gelände der Universität von Vancouver, der University of British Columbia.
Der Name Musqueam leitet sich von einem Flussgras ab, das m-uh-th-kwi genannt wurde. Sie gehören zu den Küsten-Salish und sprechen H-un-q-uh-mi-n-uhm oder Hunquminum. Im Jahr 2025 waren 1.501 Menschen als Angehörige des Stammes anerkannt.

## Geschichte

### Frühgeschichte

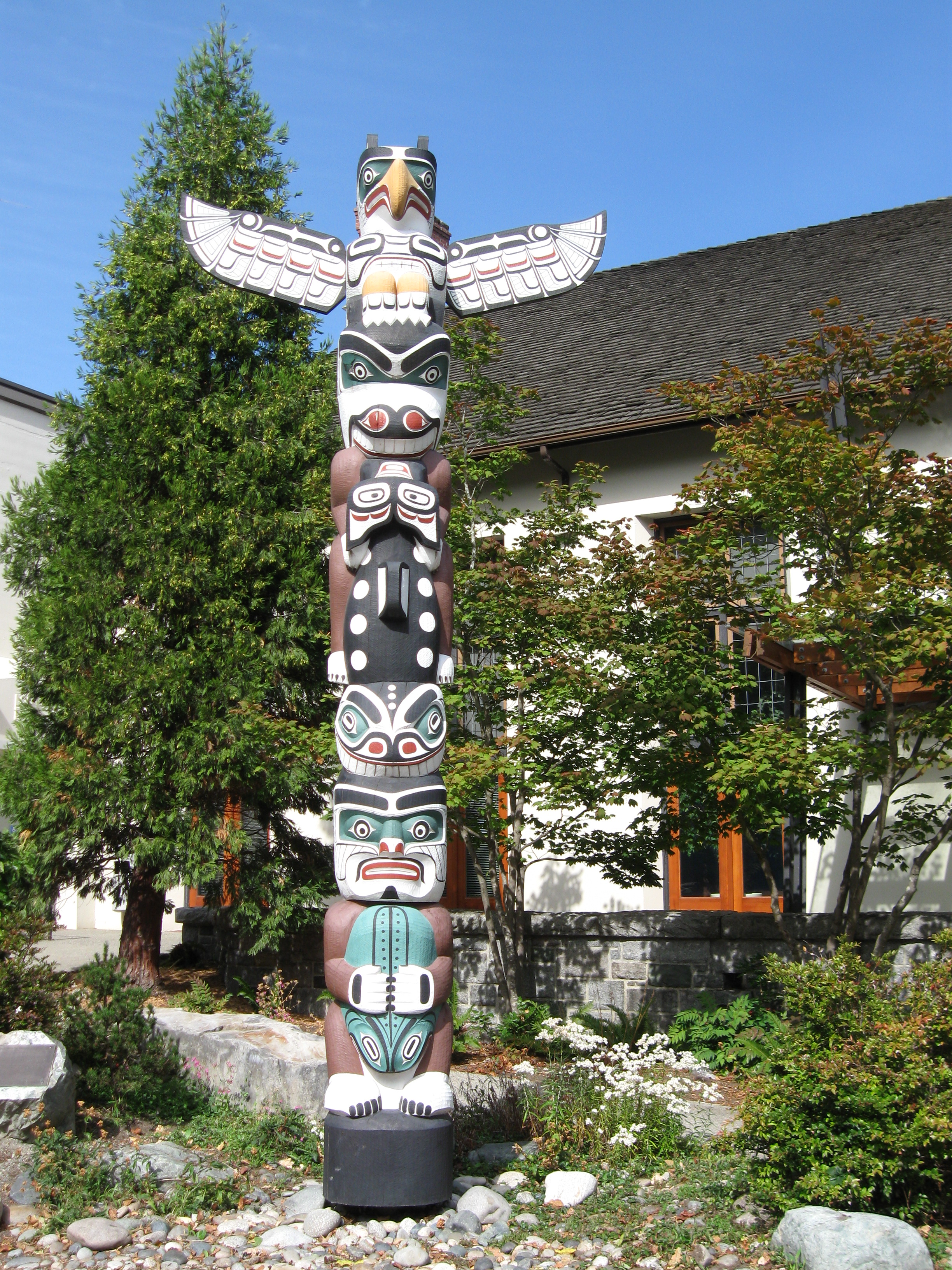
Totempfahl der Musqueam auf dem Campus der University of British Columbia in Vancouver. Erstmals 1948 wurde der Pfahl von der Kwakwaka'wakw-Künstlerin Ellen Neel mit der Erlaubnis aufgestellt, das Wappen für die örtliche Leichtathletikvereine zu verwenden. Er wurde restauriert und 2004 vor der Brock Hall neu aufgestellt.

Das traditionelle Gebiet umfasst die heutige Stadt Vancouver und ihre Umgebung, einschließlich North Vancouver und Richmond. Es reichte im Norden bis zum Crown Mountain und im Süden bis zum südlichen Mündungsarm des Fraser Rivers. Dörfer bestanden etwa am Jericho Beach, im späteren Stanley Park und am False Creek. Ihre Nachbarn waren die Coquitlam, Squamish, Tsleil-Waututh und Tsawwassen.
Die Musqueam werden auch auf C’simlenexw und seinen Stamm zurückgeführt, der ursprünglich zu den fünf Stämmen der Katzie gehörte.

### Simon Fraser, 2. bis 3. Juli 1808
Am 28. Mai 1808 verließ eine 24-köpfige Gruppe unter Führung von Simon Fraser Fort George in vier Kanus. Fraser ließ die Stämme weiter flussabwärts jeweils benachrichtigen, um sie über ihre baldige Ankunft und ihre guten Absichten zu informieren. Doch unweit des heutigen Vancouver, stieß er am Samstag, dem 2. Juli auf die Musqueam, die die Gruppe verfolgten, ebenso wie später der benachbarte Stamm der Kwantlen, der sie bis nach Hope trieb.
Fraser befuhr für kurze Zeit die Strait of Georgia, besuchte dann aber am 2. Juli den Ort „Misquiame“ (Musqueam). Doch in dem Dorf, das Fraser als 1.500 mal 90 Fußgroß beschreibt, und dessen Langhäuser mit wenigen Ausnahmen in Reihen standen, waren nur alte Männer und Frauen. Nachdem einer von ihnen sie durch ein Haus geführt hatte, riet er ihnen, den Ort bald zu verlassen, denn sie würden sonst angegriffen. Nach einer Stunde fanden sie ihre Kanus im Schlick der Ebbe und versuchten sie ins offene Wasser zu ziehen. Die „Masquiamme“-Krieger versuchten, diese Lage zu nutzen und näherten sich in ihren Kanus unter Wolfsgeheul und Trommeln. Die 24 Männer konnten jedoch das offene Wasser erreichen und ruderten zu einem zweiten Dorf, dessen Lokalisierung nicht bekannt ist. Doch unterließen sie es, das Dorf zu besuchen, sondern kehrten um. Auf der Höhe des ersten Dorfes trafen sie wieder auf die feindlichen Kanus, während am Ufer Indianer kriegerische Rufe anstimmten. Erst als Frasers Männer die Gewehre auf sie richteten, brachen sie die Verfolgung ab.
Auch die Stämme am Oberlauf hatten inzwischen ihre Einstellung geändert – Fraser sah sich gezwungen, den Häuptling um sein Kanu zu betrügen, woraufhin die 700 Krieger Anstalten machten, Gewalt anzuwenden – und die Rückreise ähnelte eher einer Flucht, die sie am 6. August 1808 in Fort George beendeten. Immer wieder kam es zu Versuchen, Teile der Ausrüstung zu stehlen, die Europäer durch kriegerisches Auftreten einzuschüchtern, dann zu einer Verhandlung um den Verkauf des Kanus. Offenbar wurden sogar Krieger eingeschleust, nachdem den Indianern klar geworden war, dass einige freundlich gesinnte Indianer mit den Weißen reisten und ebenso freundlich aufgenommen wurden.
An der Westgrenze des Musqueam-Reservats steht seit 1931 ein Denkmal, das an Frasers Reise erinnert.

### Verschiebung der Machtverhältnisse unter den First Nations
Die europäischen Händler, die vor Fraser die Pazifikküste aufsuchten, kamen zunächst wegen der Fischotterpelze, die sie in China mit enormen Gewinnmargen weiterverkaufen konnten. Sie lieferten dafür Metalle und andere Waren, dazu Waffen. Die Erträge und die Musketen veränderten die Machtverhältnisse zwischen den Stämmen dramatisch. Die Pelzhändler, die sich bald auf Biber verlegten, nachdem die Fischotterpopulation komplett zusammengebrochen war, lieferten ihre Waffen zunächst an die Indianer, die in pelztierreichen Gebieten lebten. Die mächtigsten unter ihnen bildeten schnell eine Art Monopol. Bei ihnen sammelten sich die Waffen, die durch Potlatches und durch Raub weitere Verbreitung fanden. Die Küsten-Salish, die im Gegensatz zu den Kwakwaka'wakw und den Nuu-chah-nulth nur wenig vom Pelzhandel profitierten und bereits früh unter den eingeschleppten Epidemien litten, suchten ihr Heil in Bündnissen. So verbündeten sich die Snuneymuxw (engl. Nanaimo), Saanich, Songhees, Esquimalt, Musqueam und Squamish gegen die Indianerstämme, die mit ihren neuen Waffen auf Raub und Sklavenjagd ausgingen, wie etwa die Lekwiltok. In der Maple Bay lockten sie die Lekwiltok in eine Falle. Das größte Stammesbündnis der Geschichte Westkanadas wollte wohl 1843 Fort Victoria angreifen, doch kam es zu einem Friedensschluss.

### Reservate
Joseph Trutch, Commissioner of Lands and Works, reduzierte wenige Jahre nach der verheerenden Pockenepidemie von 1862 nicht nur die Landansprüche der Indianer in der Region Vancouver, sondern verminderte auch den Anspruch pro Familie auf 10 ha. 1870/73 wurde vorgeschlagen, 20 ha zu konzedieren, was aber immer noch weit unter dem Durchschnitt in British Columbia lag. 1876–77 wurden zwei Reservate, 1879 ein drittes zugewiesen. Ab 1888/89 durften die Musqueam nur noch für den Eigenbedarf fischen. Sie durften sie weder verkaufen noch tauschen.

### Die Stadt Vancouver

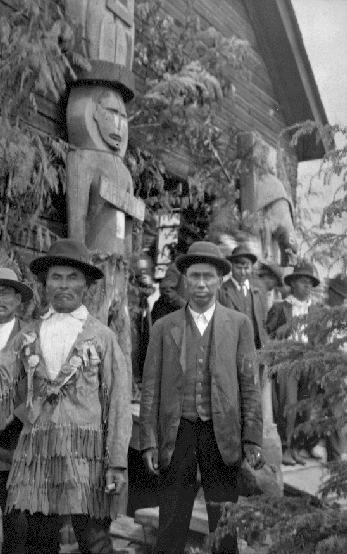
Musqueam nahe Vancouver

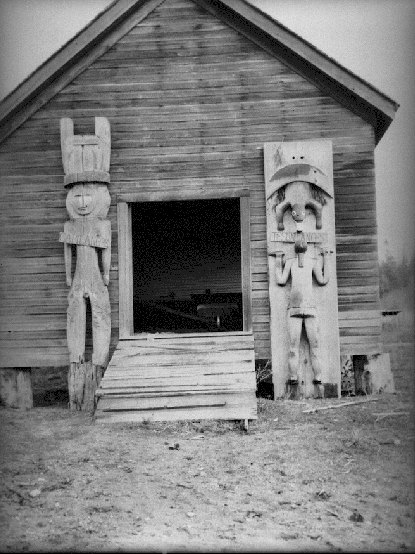
Zwei Totempfähle am Eingang eines neuen Hauses

Das schnelle Wachstum der Stadt Vancouver bedrohte zunehmend die Existenzgrundlagen der Musqueam. Nachdem sie, wie alle First Nations, ein Reservat zugewiesen bekommen hatten, und 1910 die Universität gegründet worden war, begann die Abholzung ihres Gebietes. Die Erträge dienten von 1865 bis 1951 u. a. der Finanzierung der Hochschule. 1865 erhielten Vancouver Island Spar, Lumber and Sawmill Company Limited (später die Hastings Sawmill Company) eine Holzeinschlaglizenz für 21 Jahre.
Die verbliebenen Wälder, die als second und third growth nach ein- oder mehrmaliger Abholzung doch einen ansehnlichen Baumbestand darstellten, wurden schließlich unter Schutz gestellt und bilden heute den 763 ha großen Pacific Spirit Regional Park (1988/89). Dort, wo heute das Museum of Anthropology steht, befand sich über Jahrhunderte ein Ausguck, der, über Waldpfade für die Läufer mit den Dörfern verbunden, wichtig für die rechtzeitige Warnung vor Überfällen etwa der Squamish oder Haida war. Im Ersten und im Zweiten Weltkrieg wurden hier Geschütze aufgestellt.
1960 errangen die First Nations das Wahlrecht und nach und nach wurden die Residential Schools geschlossen, in denen die zwangsweise Assimilation aller Indianer in Kanada versucht wurde.
1976 forderten Musqueam ihr traditionelles Gebiet, das sie nie aufgegeben hatten, zurück. 1984 stellte der Supreme Court of Canada, der Oberste Gerichtshof, fest, dass die Regierung zu respektieren habe, das die First Nations bereits da waren, bevor der kanadische Staat existierte. Daher müsse der Staat ihre Interessen schützen.
1958 hatte die Regierung im Namen der Musqueam 1,7 km² Land zum Teil (0,7 km²) an Shaughnessy Heights Golf Club für den Bau eines Golfclubs verpachtet. Dabei wurden die Vertragsbedingungen dem Stamm in, wie sich später herausstellte, verfälschter Form mitgeteilt. Erst 1970 wurde dies deutlich und die Musqueam klagten, weil die Regierung behauptete, sie sei nicht verpflichtet gewesen, den gesamten Inhalt mitzuteilen. Der Oberste Gerichtshof stellte jedoch fest, sie sei sehr wohl dazu verpflichtet, und verurteilte die Regierung zu einer Wiedergutmachung von 10 Millionen Dollar. Doch vor dem Appellationsgerichtshof scheiterte der Stamm und wandte sich daraufhin an den Obersten Gerichtshof in Ottawa. Dieser verpflichtete den kanadischen Staat auf eine besondere Treueverpflichtung und bestätigte die Verurteilung des Regierungsverhaltens.
Die University of British Columbia und die Führer der Musqueam einigten sich 1984, nachdem die Universität erklärt hatte, die Repräsentation und die Bildungsmöglichkeiten mit den Indianern teilen zu wollen, ein First Nations House of Learning und Long House zu gründen. Später intensivierte sich die Zusammenarbeit mit dem Völkerkundlichen Museum, dem Museum of Anthropology, das Musqueam Weaving Program wurde initiiert und das Musqueam 101 education project.
1992 akzeptierte die Regierung ein Fischereisonderrecht der Tsawwassen und der Musqueam. 1993 nahmen die Musqueam Vertragsverhandlungen mit der Regierung von British Columbia im Rahmen des BC Treaty Processauf.
1965 hatten die Musqueam das Land am südwestlichen Point Grey für eine durchschnittliche Jahrespacht von rund 400 CAD pro Grundstück (ca. 3.000 m²) angeboten. Das Department of Indian Affairs hatte die Verhandlungen geführt; der Stamm erfuhr erst genaueres, als die Grundstücke ab 1970 vergeben wurden. Dort entstanden große Anwesen, deren Größe in wachsendem Missverhältnis zur Höhe der Pacht stand, doch der Stamm durfte die Pacht kaum erhöhen. Nach dreißig Jahren durften die Musqueam die Pacht jedoch an die gängigen Marktpreise anpassen, was nach heftigen Streitigkeiten dazu führte, dass ein Gericht die Durchschnittspacht auf 22.400 CAD festsetzte. Dies betraf immerhin 75 Haushalte. Da fast alle die Zahlung verweigerten, drohten die Musqueam mit Räumungsbeschluss durch den Obersten Gerichtshof. Im Jahr 2000 setzte dieser Gerichtshof die Pacht auf 6 % des Wertes fest.

## Reservat

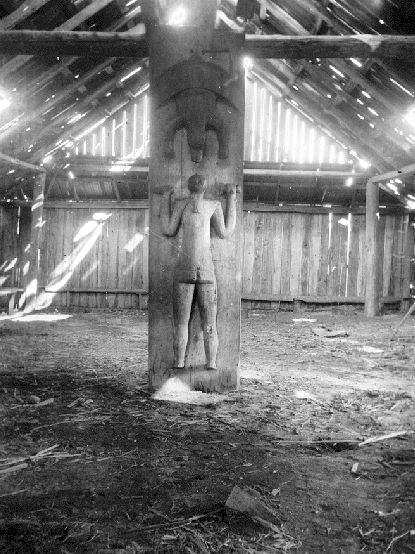
Pfahl im Innern eines Musqueam-Hauses

Die Musqueam besitzen drei Reservate. Sie befinden sich am Nordarm des Fraser River, in seinem Mündungsbereich, und auf Sea Island, direkt neben dem Internationalen Flughafen. Musqueam 2, das auf der Nordseite des Frasernordarms liegt, ist dabei mit 209,2 ha das größte Reservat, gefolgt von Musqueam 4 mit 57,3 ha, das südlich des Frasersüdarms liegt. Hinzu kommt das in der Nordwestecke von Sea Island gelegene Sea Island 3 mit einer Fläche von 6,5 ha. Insgesamt haben die Reservate eine Fläche von 273,0 ha.
Im Juli 2025 lebten 669 vom Staat anerkannte Musqueam in den eigenen Reservaten, 124 in anderen Reservaten und 708 außerhalb der Reservate. Insgesamt sind 1.501 Menschen als Stammesangehörige anerkannt.

## Aktuelle Situation
Insgesamt gelten die Musqueam, die mitten in der Boomregion Metro Vancouver leben, als ökonomisch durchaus erfolgreich und ihr Durchschnittseinkommen lag im Jahr 2016 mit 47.354 kanadischen Dollar etwa 3 % über dem Provinzdurchschnitt von 45.616 CAD.
Am 26. November 2004 unterzeichneten die Häuptlinge der Squamish, der Tsleil-Waututh First Nation, der Musqueam und Lil’wat Bands einen Vertrag, der ihnen eine stärkere Beteiligung an den Olympischen Spielen in Vancouver im Jahr 2010 sichern soll.
Seit 2005 stehen die Musqueam auf der dritten Stufe des B.C. Treaty Process, so dass ein endgültiger Vertrag mit British Columbia näher rückt. Im selben Jahr verdeutlichte der Oberste Gerichtshof, dass die Regierung zwar nicht gezwungen sei, auf Einwände der Aboriginal Groups Rücksicht zu nehmen, dennoch sei sie zu adäquaten Konsultationen verpflichtet. Das betrifft besonders die Frühzeitigkeit des Konsultationsbeginns. Die Unternehmen, hier die Gas- und Ölbranche, seien verpflichtet, ähnlich wie mit Anteilseignern zu verhandeln.
Anfang Oktober 2007 bestätigte der Oberste Gerichtshof erneut, dass bei umfangreichen Verkäufen von staatlichen Gebäuden in Vancouver die Musqueam konsultiert werden müssen. Diese Entscheidung betraf das Sinclair Centre und ein anderes Gebäude in der Burrard Street. Die richterliche Entscheidung ist die Fortentwicklung einer früheren Entscheidung, dass die Haida bei allen Fragen, die ihr traditionelles Gebiet betreffen, konsultiert werden müssen.
Derzeitiger Häuptling ist Wayne Sparrow.